# Jihozápadní Anglie
Jihozápadní Anglie je jeden z 9 regionů, nejvyšších správních celků Anglie. Rozlohou jde o největší z regionů, který se rozkládá od Gloucestershire a Wiltshire až po Cornwall a Isles of Scilly. Velikost oblasti demonstruje například fakt, že severní okraj Gloucestershire se nachází stejně daleko od hranice se Skotskem jako od nejzápadnějšího výběžku Cornwallu. Nejvyšším bodem regionu je High Willhays v Dartmooru s výškou 621 metrů nad mořem.

## Velká města
Tento region má převážně venkovský charakter s mnoha malými městy a vesnicemi. Počet obyvatel regionu činí přibližně 5 miliónů.
Mezi důležitá města patří:
- Bristol
- Plymouth
- Bournemouth
- Salisbury
- Gloucester
- Exeter
- Bath

## Doprava
Regionem prochází několik hlavních železničních tratí. Great Western Main Line vede z Londýna do Bristolu, Plymouthu a Penzance. South Western Main Line spojuje Londýn s Southamptonem a Bournemouthem. West of England Main Line vede z Londýna do Exeteru, přes Wiltshire, severní Dorset a jižní Somerset. Regionem procházejí tři silniční tepny. Dálnice M4 vede z Londýna do jižního Walesu přes Bristol, A31, prodloužení M27, prochází Poole a Bournemouthem končí na pobřeží u Dorsetu. M5 vede z West Midlands přes Gloucestershire, Bristol a Somerset do Exeteru.

## Správa
Region je rozdělen na následující oblasti:
| Mapa              | Ceremoniální hrabství    | Hrabství Unitary authority                                                                | Distrikty                     |
| ----------------- | ------------------------ | ----------------------------------------------------------------------------------------- | ----------------------------- |
|                   | Somerset                 | 1. Bath a North East Somerset                                                             | 1. Bath a North East Somerset |
| 2. North Somerset | Somerset                 |                                                                                           |                               |
| 11. Somerset      | Somerset                 | South Somerset, Taunton Deane, West Somerset, Sedgemoor, Mendip                           |                               |
| 3. Bristol        |                          |                                                                                           |                               |
| Gloucestershire   | 4. South Gloucestershire | 4. South Gloucestershire                                                                  |                               |
| Gloucestershire   | 5. Gloucestershire       | Gloucester, Tewkesbury, Cheltenham, Cotswold, Stroud, Forest of Dean                      |                               |
| Wiltshire         | 6. Swindon               | 6. Swindon                                                                                |                               |
| Wiltshire         | 7. Wiltshire             | Salisbury, West Wiltshire, Kennet, North Wiltshire                                        |                               |
| Dorset            | 8. Dorset                | Weymouth a Portland, West Dorset, North Dorset, Purbeck, East Dorset, Christchurch        |                               |
| Dorset            | 9. Poole                 |                                                                                           |                               |
| Dorset            | 10. Bournemouth          |                                                                                           |                               |
| Devon             | 12. Devon                | Exeter, East Devon, Mid Devon, North Devon, Torridge, West Devon, South Hams, Teignbridge |                               |
| Devon             | 13. Torbay               |                                                                                           |                               |
| Devon             | 14. Plymouth             |                                                                                           |                               |
| Cornwall          | Isles of Scilly          | Isles of Scilly                                                                           |                               |
| Cornwall          | 15. Cornwall             | Penwith, Kerrier, Carrick, Restormel, Caradon, North Cornwall                             |                               |